# جوزيف كريهان
جوزيف كريهان (بالإنجليزية: Joseph Crehan)‏ مواليد 15 يوليو 1883 في بالتيمور، الولايات المتحدة - الوفاة 15 أبريل 1966 في هوليوود، الولايات المتحدة، هو ممثل أمريكي بدأ مسيرته الفنية سنة 1916. شارك في قرابة 300 فيلما. امتدت مسيرته الفنية لأكثر من 49 عاما.

## الأعمال
- أنتوني السيء
- هابي لاندينغ
- فرقة ألكسندر لموسيقى الجاز
- ديك تريسي
- السيد فيردو
- حكم في نورمبرغ

## روابط خارجية
- جوزيف كريهان على موقع IMDb (الإنجليزية)
- جوزيف كريهان على موقع أول موفي (الإنجليزية)
- جوزيف كريهان على موقع قاعدة بيانات برودواي على الإنترنت (الإنجليزية)
- جوزيف كريهان على موقع قاعدة بيانات الفيلم (الإنجليزية)